# Devotchkas
Le Devotchkas è stato un gruppo Oi!/street punk statunitense nato a New York. Il loro nome è stato ispirato dal film Arancia meccanica dove la "devotchka" era la parola per intendere "ragazza" in lingua nadsat.

## Storia
Gruppo formato interamente da ragazze, la band è stata formata da tre amiche nel 1996. Nel 1998 hanno pubblicato il loro primo EP, che conteneva soltanto quattro canzoni, ma vendette ben 5 000 copie, un numero sorprendentemente alto per essere un gruppo emergente. Grazie a questo grande successo, il gruppo firmò un contratto per la Punkcore Records, subito dopo composero due nuovi album. La cantante Stephanie lasciò la band nel 1999, e venne sostituita da JJ. Di conseguenza, le Devotchkas cambiarono nome in "99's'" nei due anni successivi al '99. Il gruppo con alla voce JJ realizzò Live Fast, Die Young nel 2001, ma lasciò la band nel 2002 e venne sostituita da Jessica, la band quindi riprese il nome originale "Devotchkas". La band non compose più album e si sciolse poco tempo dopo.

## Line ups

### Ultima Lineup delle Devotchkas
- Jessica - vocals
- Mande - guitar
- Alaine - bass
- Gabrielle - drums

### Lineup 99's
- JJ - vocals
- Mande - guitar
- Alaine - bass
- Gabrielle - drums

### The Devotchkas
- Stephanie - vocals
- Mande - guitar
- Alaine - bass
- Gabrielle - drums

### La prima Lineup Devotchkas
- Steph - vocals
- Mande - guitar
- Alaine - bass
- Jon - drums

## Discografia
- Devotchkas EP 7" - 1998
- Annihilation cd - 2000 at Punk Core Records
- Annihilation EP 7" - jen 2001
- Live Fast, Die Young - 2001 at Punk Core Records